# چسگین
روستای چسکین (Cheskin) به ترکی آذربایجانی (Çeskın)
روستایی در شهرستان بوئین زهرا در استان قزوین قرار دارد.

## جغرافیا
این روستا در کیلومتر ۲۰ شهرستان بوئین زهرا - دانسفهان واقع شده و جزو شهرستان بوئین‌زهرا از توابع استان قزوین می‌باشد و دارای جاده فرعی آسفالته به طول ۸ کیلومتر می‌باشد.
این روستا (از شمال با روستای نوده) و (از جنوب با روستای یریجان) و (از غرب با روستای ینگی کهریز) و (از شرق با روستای رودک) همسایه است
باغات روستا اکثراً از درخت‌های گردو و آلوچه تشکیل شده است شغل مردم این روستا در گذشته کشاورزی و تولید لواشک بوده است که به علت خشکسالی مردم روستا به تهران مهاجرت کرده‌اند و اکثراً به انجام امور صنعتی مشغول شده و وضع مالی مناسبی دارند و امروزه افراد انگشت شماری به شغل دامداری و مرغداری مشغول به کارند.
کوه‌های جنوبی این روستا رامند و سردآب می‌باشند که در بهار مناظر زیبایی دارند و برای گردش و تفریح بخاطر داشتن چشمه‌های آب طبیعی و مناظر زیبا خاطره خوشی برای مسافران ایجاد می‌کند

## زبان
مردم روستا به زبان ترکی آذربایجانی با لهجه بوئین زهرا تکلم می‌کنند. البته امروزه به دلیل مهاجرت‌های اهالی روستا به پایتخت؛ جمعیت جوان روستا تحت آسیمیلاسیون قرار گرفته و زبان مادری خود را از یاد برده‌اند، که در نتیجه اکثراً افراد قدیمی و مسن روستا به زبان ترکی اصیل صحبت می‌کنند.

## جمعیت
جمعیت چسکین براساس (سرشماری سال ۱۳۹۵) ۳۸۷ نفر و ۱۳۶ خانوار بوده است.

## مردم
مردم روستا از نظر اتنیک مردم ترک و آذربایجانی بوده و به زبان ترکی آذربایجانی صحبت می‌کنند.
جمعیت این روستا از ۴ طایفه کریمی، تاتلاری، شاه آبادی ، بحری تشکیل شده است.

## غذاهای سنتی
دویماج ـ سوجوق ـ کوُپّمه ـ قوز شامی ـ پیازُو ـ قاتُق آشی ـ اوماج آشی ـ ترش آشی ـ بولاماج ـ کوکَه-کله جوش

## رسومات
تعدادی از رسومات مختلفِ قدیمی و اصیل روستا که بیشتر در گذشته انجام می‌شده است عبارت اند از :۱: نوباتا گیتماق رسمی (رسم چوپانی) _ ۲: علوفه چینی از کوه‌های روستا _ ۳: بایرام رسمی (رسم عید) _ ۴: پای آپارماق رسمی (رسم عیدی بردن) _ ۵: شال آتماق رسمی (رسم شال انداختن) _ ۶: کشتی گرفتن جوانان در روز سیزده بدر _ ۷: آلا کولهَ چَرشنبه (چهارشنبه سوری) _ ۸: اَکین دَرمَق رسمی (رسم برداشت زمین‌های کشاورزی) _ ۹:رامند داغین زیارتی (زیارت کوه رامند که کوهی نزدیک به روستا است و در گذشته برای مردم روستا مکان مقدسی بوده است) مردم روستا و حومهٔ کوه رامند طبق روایات و شنیده‌ها این باور بوده‌اند که حضرت علی روزی با اسب خود از این کوه گذشته و از اب چشمه پایین کوه نوشیده و اسبش را به بوته ای در قله رامند بسته است، به همین سبب مردم روستا و حومه در گذشته، خانوادگی به زیارت کوه رفته و نذورات خود را در نزدیکی چشمه قربانی و بین اهالی و نیازمندان پخش می‌کردند. ۹ بازی آرا گشدیم

## امکانات
این روستا دارای برق، گاز، آب لوله‌کشی، تلفن است همچنین در سالهای اخیر ویلاهای نوساز و زیبا توسط ساکنین روستا و اقوام شهرنشین آنها ساخته شده است همچنین دارای چند مسجد و سوپرمارکت و دارای شورای روستایی می‌باشد. این روستا در زمان جنگ تحمیلی شهیدان زیادی را تقدیم آب و خاک این کشور نموده است

## زلزله
در شهریور ماه سال ۱۳۴۱ شمسی با وقوع زلزله مهیب بویین زهرا این روستا به شدت تخریب شد. و پس از زلزله اتاق‌های آجری برای هر خانوار ساخته شد که هنوز هم تعدادی از آنها وجود دارد که انگلیس اتاقی نام دارد. ولی مردم پس از چند سال خانه‌های جدیدی ساختند و امروزه به یک دهکده ویلایی تبدیل شده است که مردم در آخر هفته‌ها و ایام تعطیلات برای تفریح وارد این روستا می‌شوند و از هوای پاک و دل‌انگیز روستا نهایت استفاده را می‌برند

## نام
نام قدیم روستا قصران بوده است ولی اکنون نامش چسکین است که بعضی‌ها به اشتباه به آن چسگین می‌گویند. در زبان ترکی آذربایجانی اصیل و قدیمی به (باران به همراه مه) چسکین گفته می‌شود که ممکن است این نامگذاری با ترک بودنه مردم روستا در ارتباط باشد. البته در گذشته‌های دور نام روستا را یک خارجی گذاشته است اگر نام cheskin را در موتور جستجوگر گوگل جستجو کنید متوجه می‌شوید این اسم در کشورهای زیادی استفاده شده است،